# Kios (Chypre)
Pour les articles homonymes, voir Kios.
Kios (grec moderne : Κιος), ou Istintzión (Ιστιντζιόν), est un village de Chypre de plus de 0 habitants.